# Arizona Stage Coach
Arizona Stage Coach è un film del 1942 diretto da S. Roy Luby.
È un film western statunitense con Ray Corrigan (accreditato come Ray 'Crash' Corrigan), John 'Dusty' King e Max Terhune (accreditato come Max 'Alibi' Terhune). Fa parte della serie di 24 film western dei Range Busters, realizzati tra il 1940 e il 1943 e distribuiti dalla Monogram Pictures.

## Produzione
Il film, diretto da S. Roy Luby su una sceneggiatura di Arthur Hoerl con il soggetto di Oliver Drake, fu prodotto da George W. Weeks per la Monogram Pictures tramite la società di scopo Range Busters e girato nel ranch di Corriganville a Simi Valley e nell'Iverson Ranch a Chatsworth in California nel giugno del 1942. Il brano della colonna sonora Where the Grass Grows High in the Mountains fu composto da Rudy Sooter (parole e musica), Red River Valley è invece un canto tradizionale.

## Distribuzione
Il film fu distribuito negli Stati Uniti dal 4 settembre 1942 al cinema dalla Monogram Pictures. È stato distribuito anche con il titolo Arizona Stagecoach.

## Promozione
Le tagline presenti sulle locandine sono:
- "PIRACY ON THE PRAIRIE Till Rangebuster Guns Start Dealing Death And Destruction!".
- "RANGLE LAW...WRITTEN IN LEAD! By the FASTEST ACTIONEERS of the WEST!".
- "THE RANGE BUSTERS SHOOT STRAIGHT...BUT TO KILL".